# Gardaland
Gardaland Resort è un parco di divertimento situato tra i comuni di Castelnuovo del Garda e Lazise, in provincia di Verona, nelle vicinanze del lago di Garda dal quale prende il nome. 
Coprendo al 2025 una superficie di 445 000 metri quadrati, Gardaland è la prima attrazione turistica italiana per fatturato. Nel giugno 2005 venne inoltre posizionato al quinto posto dalla rivista Forbes nella classifica dei dieci parchi divertimento con il miglior fatturato al mondo ed è il settimo parco europeo per numero di visitatori, registrando oltre 3 milioni di visitatori nel 2023.

## Storia
|            | 1975                | 2024                           |
| ---------- | ------------------- | ------------------------------ |
| Superficie | 90000 m²            | 445000 m²                      |
| Attrazioni | 21                  | 38                             |
| Visitatori | 100 000             | 3 070 000 (2023)               |
| Incassi    | 140 milioni di lire | 158,926 milioni di euro (2024) |

L'imprenditore veneto Livio Furini dopo aver visitato Disneyland in California all'inizio degli anni settanta decise di realizzare una struttura simile in Italia e il 19 ottobre 1971 acquisì un terreno nel comune di Castelnuovo del Garda. L'8 ottobre 1974 nasce la società Gardaland S.p.A., costituita dallo stesso Furini e da altri imprenditori locali tra cui Cesare Brentarolli (che è stato presidente per 8 anni), Flavio Zaninelli (che ne è amministratore delegato e socio di maggioranza relativa fino al 1994), Albino Olivieri e Peter Lessing. Ad essi si aggiungerà, dopo l'uscita nell'agosto '75 di Furini, Cesare Pelucchi, già ideatore e gestore del luna park permanente "Le Varesine" di Milano. e successivamente Angelo Giambenini e Fernando Perbellini. Giorgio Tauber sarà direttore del parco dal 1975 al 1995. I lavori iniziano nel febbraio 1975 con un investimento di 200 milioni di lire, continuando fino all'estate e il 19 luglio dello stesso anno viene inaugurato il parco.
Gardaland copre una superficie di 90000 m² e il biglietto per un adulto di ingresso costa 1 750 lire. La sua fama crescerà soprattutto quando sarà utilizzato per le riprese delle sigle della trasmissione TV per ragazzi Bim Bum Bam. Nonostante ciò, rimane una struttura di modeste dimensioni. In seguito, con il passare del tempo, si renderanno necessarie espansioni anche solo per poter ospitare un numero di visitatori sempre crescente. Nell'anno 2006 viene ufficializzata l'acquisizione per la maggior parte delle quote dalla società britannica Merlin Entertainments. Alcune novità del parco sono:

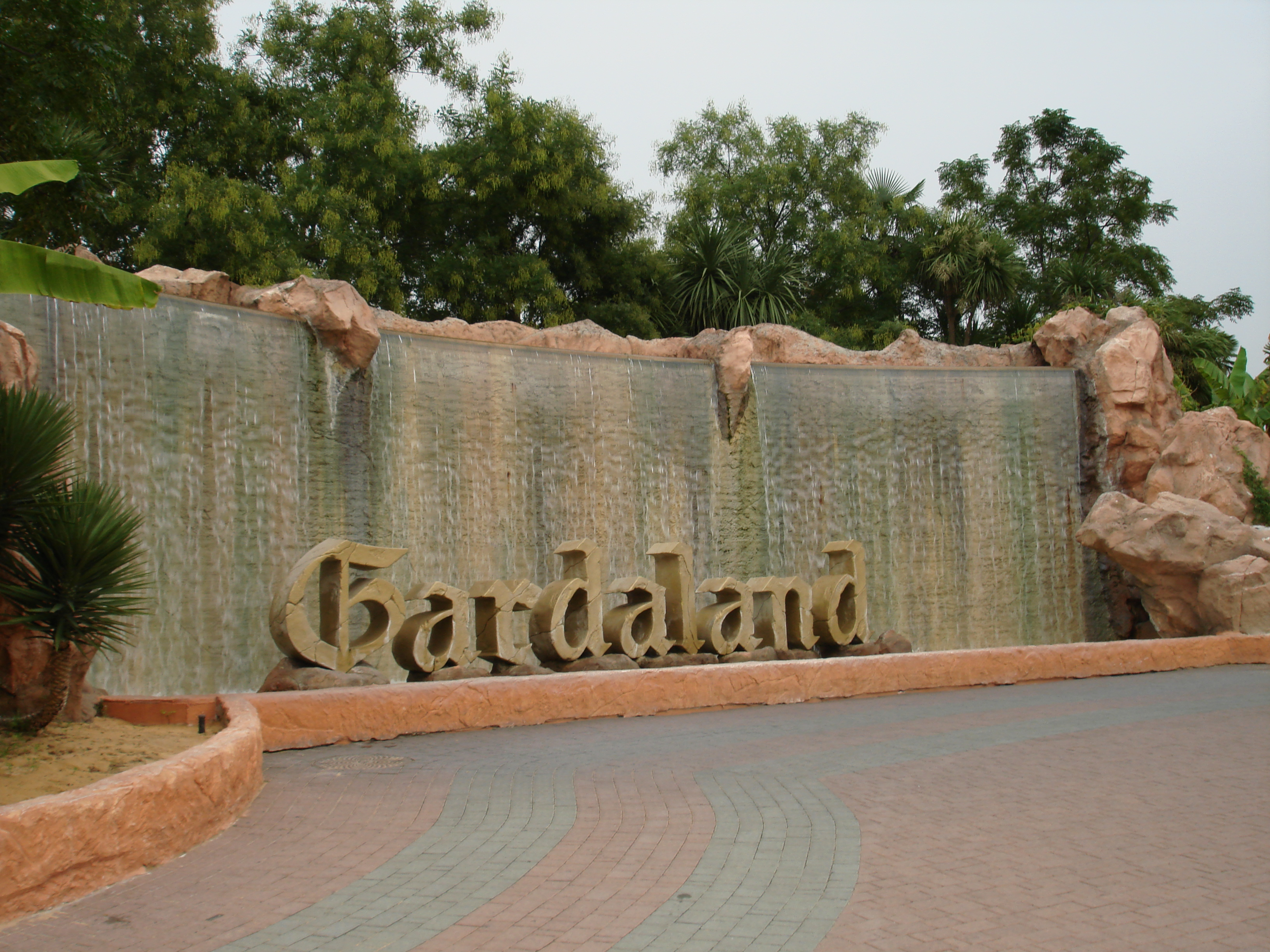
La fontana posta a lato del piazzale d'ingresso al parco

- 1984/1985: apertura di una nuova area a sud-ovest del nucleo originale con le nuove attrazioni Magic Mountain e Colorado Boat, allora le più grandi del parco.[11]
- 1986: apre Prezzemolo Tour un caterpillar coaster (ora chiamato Ortobruco Tour)
- 1987: apre La Valle dei Re, celebre per l'entrata, una riproduzione 1:2 del tempio di Abu Simbel, utilizzata negli spettacoli di chiusura serali con musica, laser e giochi d'acqua, nonché set di alcuni programmi televisivi in onda sui canali Mediaset, come Bim Bum Bam e Karaoke.[14]
- 1991: apertura del Villaggio Inglese di Tudor, che dall'anno successivo ospiterà la dark ride I Corsari, una delle più famose attrazioni del parco.
- 1997: inaugurato il PalaBlù, un anfiteatro dove vengono programmati diversi show con alcuni delfini in precedenza alloggiati a Milano, all'epoca il più grande delfinario d'Italia. La capienza della struttura è di 1 500 posti.
- 1998: il parco aumenta la sua superficie espandendosi a nord con l'installazione del nuovo inverted coaster Blue Tornado, della free fall tower Space Vertigo e della raft ride Jungle Rapids, la cui apertura al pubblico in realtà slitterà di un anno.
- 2000: vengono ristrutturate molte attrazioni del parco (come La Valle dei Re[15] e I Corsari[16]) e venne inaugurato un nuovo ingresso più grande, adibendo lo storico castello di ingresso a ufficio informazioni ed entrata per abbonati. Apre Flying Island.
- 2001: viene aperta una nuova area tematica, Fantasy Kingdom, progettata da Claudio Mazzoli e caratterizzata da una tematizzazione ispirata a cartoon e fumetti. Viene costruita sulla superficie occupata dal vecchio parcheggio dipendenti, spostato poi nell'area nord del parco, e dall'area spaziale presente dagli anni settanta.
- 2003: nuova, e ultima estensione a nord-est, l'attrazione acquatica Fuga da Atlantide.
- 2004: viene inaugurato il primo hotel del parco; il Gardaland Hotel. Con l'apertura di questa struttura, Gardaland acquista il nome di Resort, diventando il primo resort del divertimento in Italia.
- 2005: apre Sequoia Adventure, un prototipo di Screaming Squirrel.
- 2007: apre Time Voyagers, cinema 4D tra i più innovativi d'Europa.[13]
- 2008: viene inaugurato Mammut, un mine train coaster.
- 2009: La Valle dei Re subisce un restyling e diventa Ramses: il Risveglio.
- 2011: Gardaland acquisisce il parco acquatico Acquatica di Milano, facendolo diventare Gardaland Waterpark. Viene inaugurato Raptor, il primo Wing coaster del mondo.
- 2015: apre Oblivion: The Black Hole, il primo dive coaster d'Italia. Il parco acquatico milanese torna ad essere Acquatica e non più di proprietà di Gardaland.
- 2016: viene creata un'area a tema Kung Fu Panda.
- 2017: il coaster Magic Mountain viene convertito in Shaman cambiandone anche la tematizzazione.
- 2018: viene creata un'area a tema Peppa Pig. I Corsari vengono ritematizzati e diventano I Corsari: La vendetta del fantasma.
- 2021: apre Legoland WaterPark Gardaland interno nel parco stesso, tematizzato con i famosi mattoncini.
- 2022: Ramses: Il risveglio viene convertito in Jumanji: The Adventure, un'innovativa dark ride.[17]
- 2023: apre Jumanji: The Labyrinth, locata presso l'ex Piazza Souk.
- 2024: viene inaugurata una torre a caduta libera chiamata Wolf Legend, situata al posto dell'ex Sequoia Magic Loop.
- 2025: I Corsari: La vendetta del fantasma subisce un totale restyling e diventa Animal Treasure Island. L'area a tema Kung Fu Panda diventa Dragon Empire, a causa della perdita dei diritti sui personaggi del franchise. Si festeggia il 50° anniversario del parco. Viene creato uno show per famiglie con il pupazzo Uan, uno dei personaggi di Bim Bum Bam.

### Gestione della pandemia
Nel 2020, a causa della pandemia di COVID-19 e del conseguente lockdown che venne imposto sull'intero territorio nazionale italiano dal 9 marzo al 18 maggio, l'apertura del parco fu posticipata al 13 giugno. Per garantire il distanziamento sociale, necessario per limitare la diffusione del contagio, il parco accettò per quell'anno un numero chiuso di persone, che dovevano prenotare la propria visita per potervi accedere. All'interno del parco, per poter usufruire delle attrazioni e dei ristoranti e punti ristoro, era necessario utilizzare l'app Qoda per evitare di creare assembramenti nelle code delle attrazioni.
A causa del nuovo aumento dei contagi avvenuto nell'autunno successivo, il 25 ottobre 2020 fu nuovamente imposta la chiusura di tutti i parchi di divertimento. Di conseguenza Gardaland anticipò la chiusura della stagione 2020 al 26 ottobre, annullando l’evento del 31 ottobre per Halloween ed il Magic Winter.
Gardaland riaprì i cancelli al pubblico il 7 giugno 2021, a seguito del miglioramento della situazione emergenziale da COVID-19,  con l'obbligo di indossare la mascherina, di mantenere il distanziamento sociale e della sanificazione delle mani.
Ritornò in funzione la Magic House, insieme ad altre attrazioni rimaste chiuse l'anno precedente a causa delle restrizioni, tuttavia per accedere all'attrazione non si usava più l'ascensore con il PreShow (con la voce del mago che accompagnava gli ospiti durante la discesa) ma si passava per le scale di emergenza. Tutto il PreShow venne eliminato, facendo attendere le persone prima dell'inizio del giro sulla Magic House. 
Dal 6 agosto 2021 l'accesso al parco è stato permesso, sempre previa prenotazione, alle sole persone provviste di Green Pass, obbligo poi eliminato dalla stagione successiva, a seguito della cessazione, il 31 marzo 2022, dello stato di emergenza pandemico. In occasione della stagione 2022 ritornò anche il secondo PreShow della Magic House (il primo PreShow, che avveniva nell'ascensore, non è stato ripristinato).

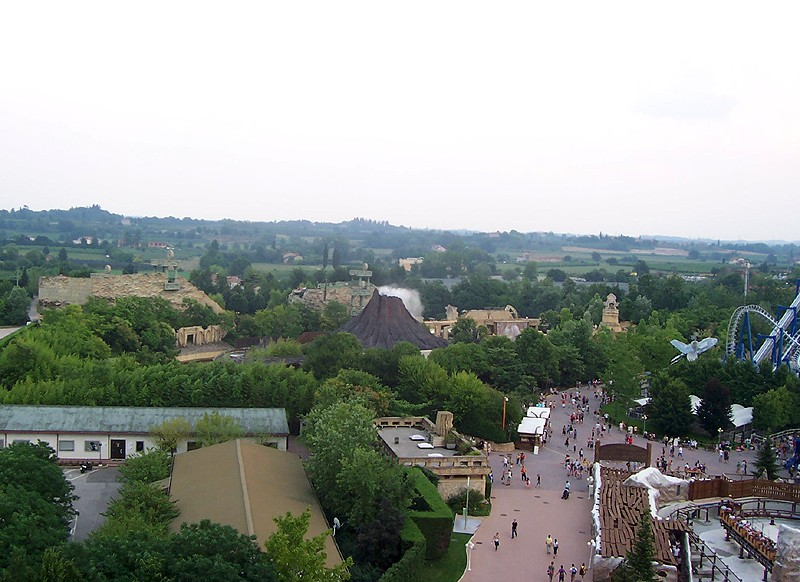
(Da sinistra a destra) Fuga da Atlantide, Jungle Rapids, Blue Tornado e Mammut visti dal Flying Island in innalzamento

## Descrizione

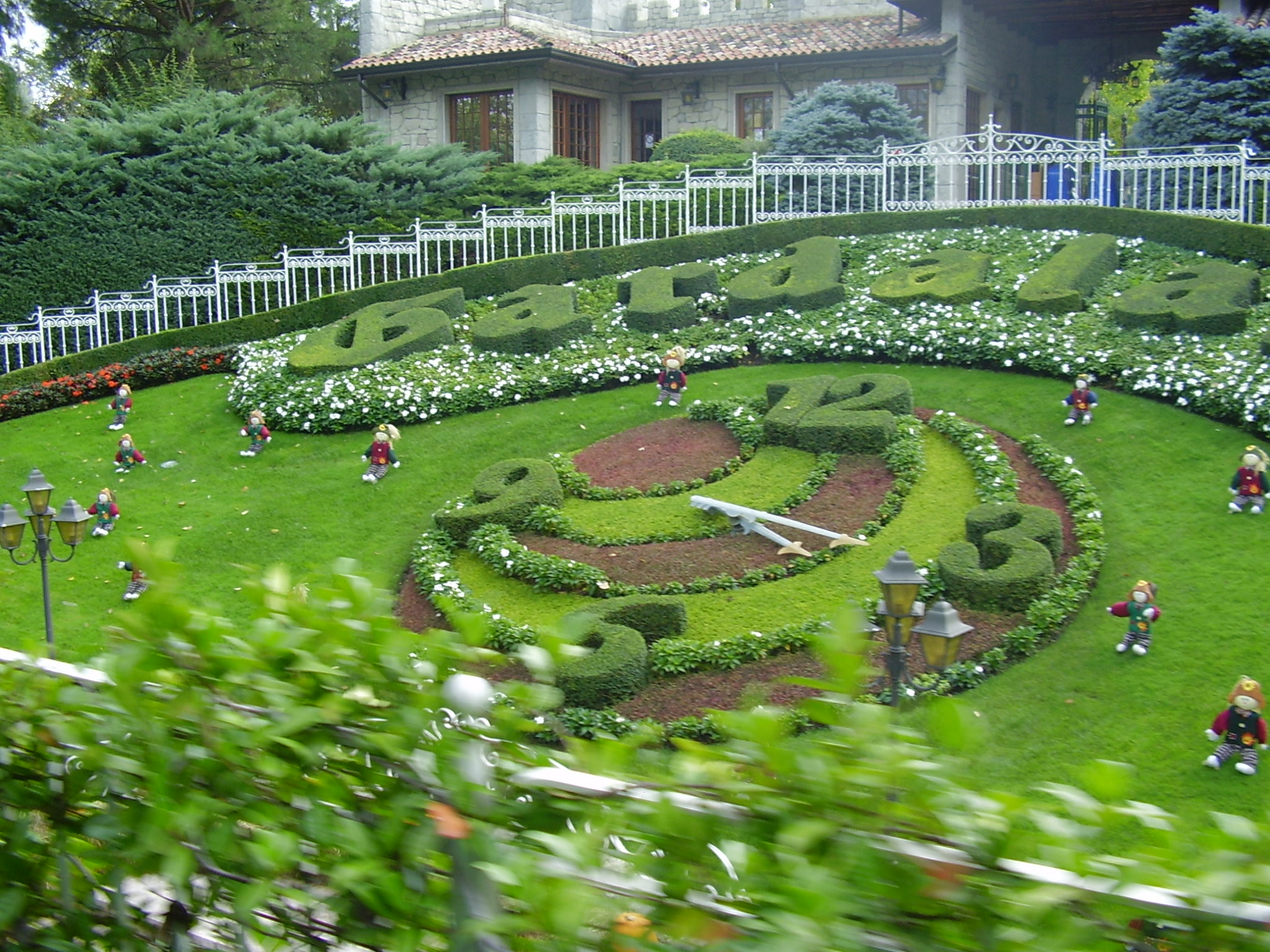
L'orologio floreale all'ingresso del parco

Nel parco sono presenti numerose aree tematiche come ad esempio Birmania, Atlantide, Hawaii, Medio Oriente, Cina, America del Nord, Far West, Medioevo, spazio, cartoon, giungla e pirateria. Sono presenti attrazioni, negozi e punti ristoro. 

### Problematiche dello sviluppo
La struttura è stata interessata da uno sviluppo graduale e si è estesa senza un progetto urbanistico globale, il che talvolta ha generato problemi di disomogenea distribuzione e circolazione dei flussi di visitatori, aggravata dalla lontananza di alcune aree dall'ingresso, e che ha causato un contrasto estetico vistoso tra elementi nuovi e vecchi. Dalla sua costruzione, il parco si è esteso su una superficie quattro volte maggiore di quella iniziale. Delle attrazioni con cui il parco esordì nel 1975, ne rimane attiva solo una, il TransGardaland Express; le restanti sono state tutte sostituite o modificate. Il percorso del trenino che nel 1975 circumnavigava il parco, oggi, in seguito alle espansioni del parco, si ritrova a essere un breve percorso circolare inglobato da altre aree tematiche aperte successivamente, perdendo quindi il suo originale scopo di offrire una visione panoramica di tutto il parco.
Per lo stesso motivo, il parco non presenta ancora una vera e propria zona principale o una struttura imponente di riferimento visivo; non si trova un'unica attrazione simbolo di Gardaland (fino agli anni ottanta era la struttura della montagna russa Magic Mountain e il castello del vecchio ingresso) ma più attrazioni che lo contraddistinguono (Albero di Prezzemolo, Fuga da Atlantide, Mammut, Jungle Rapids, Blue Tornado), la zona più centrale si ritrova a essere semplicemente un'area di collegamento (Rio Bravo), mentre le attrazioni principali sono tutte ubicate in zone laterali. Il problema delle "espansioni successive" interessa anche tutte le altre realtà europee dalla storia simile a Gardaland (come Alton Towers in Inghilterra ed Europa-Park in Germania), che si sono estese progressivamente in modo non coordinato partendo da una piccola area inizialmente ben pianificata.
Da menzionare come durante la fase progettuale di nuove attrazioni si è dovuto tenere conto della poca superficie a disposizione e del vincolo paesaggistico che vige nella zona del lago di Garda a cui il parco deve sottostare; ovvero le attrazioni non possono superare l'altezza di 40 metri. Molte attrazioni imponenti vengono realizzate sottoterra, mentre altre strutture (ad esempio il PalaBlù e il Gardaland Theatre) vengono costruite sullo stesso sito precedentemente occupato da strutture simili ma più modeste: quindi più volte il nuovo è stato costruito demolendo il vecchio.

### Crescita

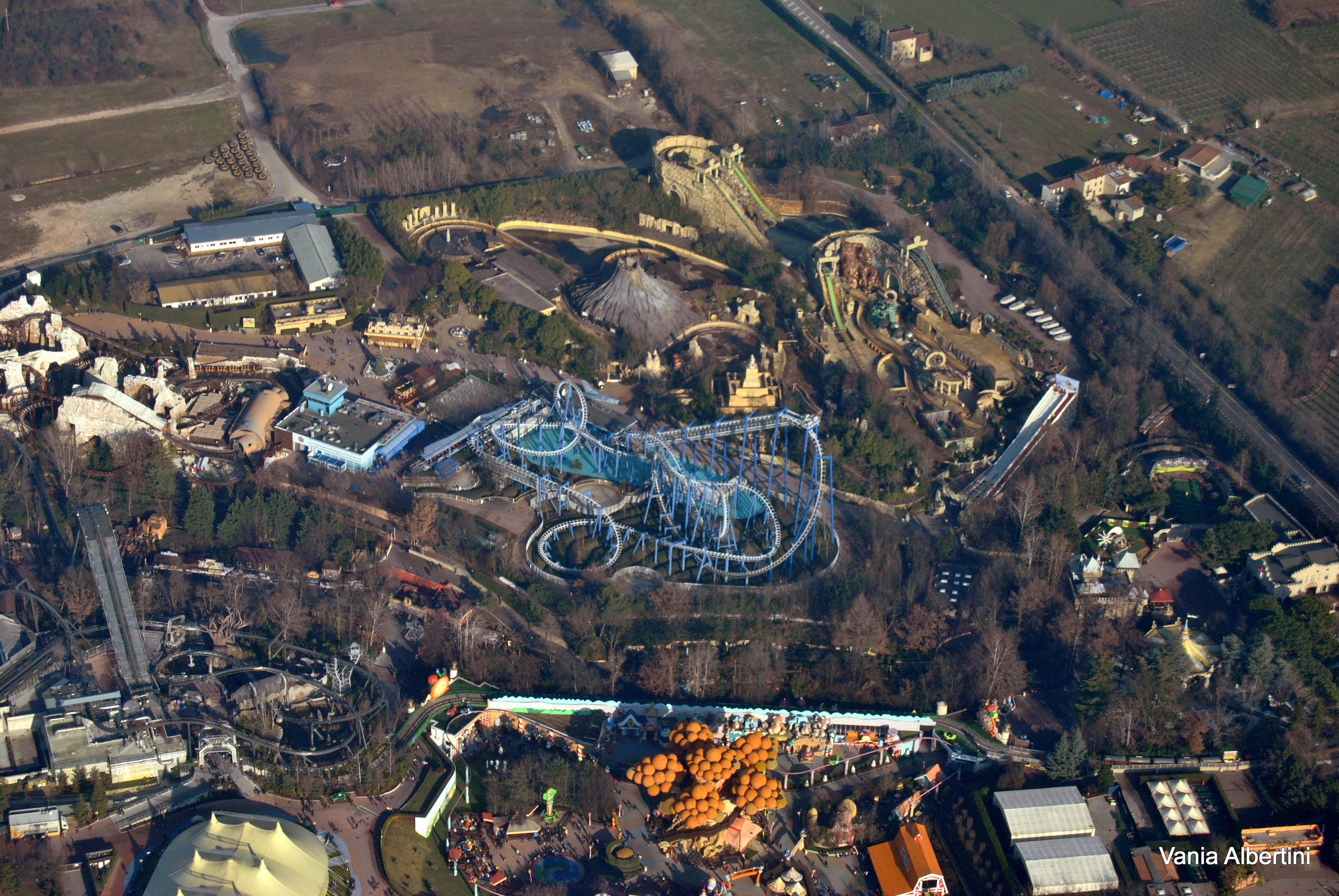
Zona nord-est del parco vista dall'alto

Il parco, nell'arco dei suoi 50 anni di vita, ha effettuato scelte che hanno notevolmente modificato nel tempo il suo aspetto originario e anche la sua classificazione di struttura concepita per il divertimento; se fino alla metà degli anni novanta poteva considerarsi in egual misura un parco sia tematico sia meccanico, dagli anni duemila Gardaland risulta prevalentemente un parco tematico.
La rimozione nel tempo di molte attrazioni solo meccaniche e la scelta d'investire prevalentemente nelle tematizzazioni ha reso Gardaland una struttura molto distante dal punto di vista qualitativo da quella originaria. Il ristorante Self Service Aladino (1986) è stata la prima vera tematizzazione di qualità del parco e La Valle dei Re, aperta al pubblico a fine stagione 1987, è stata la prima grande attrazione tematizzata del parco. Nel 1992 fece poi molto parlare l'apertura dell'attrazione I Corsari; data l'imponenza dell'attrazione e l'elevato standard qualitativo, Gardaland presentò al pubblico un'attrazione in grado di competere con quelle presenti nei parchi Disneyland.
Nel 1994 il parco raggiunge i 450 000 metri quadrati di superficie complessiva. Operano più di 500 dipendenti nella bassa stagione e 1 000 in alta stagione (dal 1º luglio all'11 settembre). Il parco raggiunge la quota di 12 milioni di visitatori, nel quinquennio compreso tra il 1989 e il 1994. Il biglietto costava 25 000 lire per gli adulti e 20 000 lire per i bambini.

## Attrazioni
Al 2024, il parco ha 38 attrazioni operative, di cui 8 roller coaster e 2 dark ride. Sono divise in 3 categorie: Adrenaline, Adventure e Fantasy.

### Adrenaline
| Nome          | Descrizione | Tipologia                       | Area Tematica        | Limite di accesso | Costruttore | Anno                                          | Foto |
| ------------- | --- | ------------------------------- | -------------------- | ----------------- | ----------- | --------------------------------------------- | ---- |
| Oblivion      | Dive Coaster tematizzato come portale di accesso a un buco nero. Alto 42,5 metri, è il coaster più alto del parco.                                                                    | Dive Coaster                    | Area Spaziale        | 1,40 m            | B&M         | 2015                                          |      |
| Blue Tornado  | Primo Inverted coaster in Italia, tematizzato come un jet militare supersonico. Alto 33 metri, presenta 5 inversioni.                                                                 | Suspended Looping Coaster       | Aeronautica militare | 1,40 m            | Vekoma      | 1998                                          |      |
| Raptor        | Primo Wing Coaster B&M al mondo, alto 33 metri e lungo 770. Ha i sedili sospesi ai lati del tracciato, ed è tematizzato come un volo su un rettile preistorico.                       | Wing Coaster                    | Raptor               | 1,40 m            | B&M         | 2011                                          |      |
| Shaman        | Prima montagna russa con inversioni d'Italia. Looping Coaster a tema nativo-americano, presenta un doppio giro della morte e due avvitamenti. Nel 2017 era dotato di VR, poi rimosso. | MK-1200 (Double Loop Corkscrew) | Area Nord Americana  | 1,20 m            | Vekoma      | 1985 (Come Magic Mountain) 2017 (Come Shaman) |      |
| Space Vertigo | Drop Tower alta 40 metri, a tema spaziale. Ha una coda interna molto tematizzata con vari schermi.                                                                                    | Drop Tower                      | Area Spaziale        | 1,30 m            | Intamin     | 1998                                          |      |
| Magic House   | Mad House sotterranea che dà l'illusione di essere portati a testa in giù, grazie ad una rotazione della gondola dove sono seduti i passeggeri e della stanza.                        | Mad House                       | Fantasy Kingdom      | Nessuno           | Vekoma      | 2002                                          |      |

### Adventure
| Nome                    | Descrizione | Tipologia              | Area Tematica          | Limite di accesso             | Costruttore  | Anno                                 | Foto |
| ----------------------- | --- | ---------------------- | ---------------------- | ----------------------------- | ------------ | ------------------------------------ | ---- |
| Animal Treasure Island  | Water Dark ride con ambientazione piratesca e personaggi animali cartoon antropomorfi. | Water dark ride        | Animal Treasure Island | 1,07m                         | Intamin      | 2025                                 |      |
| Wolf Legend             | Torre di caduta alta 25 metri inserita nelle fauci di un lupo gigante, sulla quale si sale e si scende più volte, ruotando ripetutamente attorno all’asse della torre.                              | Drop & Twist Tower     | Area Nord Americana    | 1,05m                         | SBF Visa     | 2024                                 |      |
| Mammut                  | Roller Coaster per famiglie a tema artico. Presenta tre risalite ed è il coaster più lungo del parco ed il secondo in Italia.                                                                       | Mine Train             | Nessuna                | 1,10 m                        | Vekoma       | 2008                                 |      |
| Jumanji - The Adventure | Multi-motion Dark ride ispirata dagli omonimi film, il cui percorso si snoda attraverso una giungla piena di insidie e pericoli.                                                                    | Multi-Motion Dark Ride | Jumanji                | 1,07 m                        | Oceaneering  | 2022                                 |      |
| Jumanji - The Labyrinth | Labirinto a tema che presenta giochi di specchi, un tunnel oscuro e un percorso attraverso la giungla di Jumanji ricreata con oltre 2 000 piante.                                                   | Labirinto              | Jumanji                | Nessuna                       |              | 2023                                 |      |
| Fuga da Atlantide       | SpillWater Coaster con scenografia basata sul mito di Atlantide. Il percorso presenta due discese di 16 e 19 metri.                                                                                 | Spill Water Coaster    | Area Atlantidea        | 1,10 m                        | Intamin      | 2003                                 |      |
| Jungle Rapids           | Percorso su gommoni altamente tematizzato a tema giungla cambogiana, lungo il percorso sono presenti numerosi elementi scenografici raffiguranti rovine di antiche civiltà.                         | Raft Ride              | Area Birmana           | 1,10 m                        | Intamin      | 1998 soft opening 1999 ufficialmente |      |
| Colorado Boat           | Log Flume su tronchi tematizzato come il fiume Colorado, presenta due discese e all'apertura è stata la prima grande novità del parco.                                                              | Log Flume              | Area Nord Americana    | 1,00 m                        | Mack Rides   | 1985                                 |      |
| Dragon Rush             | Spinning coaster, nota originariamente col nome Kung Fu Panda Master ed ispirata ai cartoni di Kung Fu Panda: l'area allora aveva un nome diverso, Kung Fu Panda Academy.                           | Spinning Coaster       | Dragon Empire          | 1,10 m                        | Fabbri Group | 2016                                 |      |
| 4D Cinema               | Originalmente chiamato TimeVoyagers, nel corso degli anni ha visto proiettati diversi filmati originali e non. Inoltre, dal 2022, i filmati proiettati cambiano anche in base al periodo dell’anno. | Cinema 4D              | Nessuna                | Bambini < 1,20 m accompagnati | Kraftwerk    | 2007                                 |      |

### Fantasy
| Nome                        | Descrizione | Tipologia            | Area Tematica   | Limite di accesso | Costruttore  | Anno                        | Foto |
| --------------------------- | --- | -------------------- | --------------- | ----------------- | ------------ | --------------------------- | ---- |
| L'Albero di Prezzemolo      | Struttura centrale di Fantasy Kingdom che rappresenta la casa della mascotte del parco. All'interno ci sono una serie di stanze con animatroni ed effetti speciali. | Walkthrough          | Fantasy Kingdom | Nessuno           |              | 2002                        |      |
| TransGardaland Express      | Tour panoramico su trenino. Il tracciato ricalca i confini che il parco aveva alla sua apertura. Inizialmente la galleria presente durante il tragitto era decorata come la miniera dei sette nani della favola di Biancaneve. In seguito a un'eccezionale nevicata nel 1984, con conseguente crollo strutturale, venne costruita la galleria Prezzemolo. Fino al 2005 la fontana all'entrata aveva degli affreschi con scene tratte dai libri del ciclo indo-malese dello scrittore veneto Emilio Salgari. | Treno                | Camelot         | Nessuno           |              | 1975                        |      |
| Flying Island               | Piattaforma panoramica realizzata per i 25 anni del parco. | Flying island        | Area Spaziale   | Nessuno           | Intamin      | 2000                        |      |
| Monorotaia                  | La stazione di partenza è decorata in stile Art Nouveau. Inizialmente doveva servire da mezzo di trasporto con varie stazioni situate nei punti focali del parco, ma poi il progetto venne ridimensionato, limitando l'attrazione a un giro panoramico della parte sud del parco. | Monorotaia           | Luna Park       | Nessuno           | Mack Rides   | 1989                        |      |
| Volaplano                   | Monorotaia con vetture a forma di aeroplanino che circonda Fantasy Kingdom. | Monorotaia           | Fantasy Kingdom | 1,05 m            | Sbf Visa     | 2001                        |      |
| Giostra Cavalli             | Giostra su due piani in stile ottocentesco. | Merry Go Round       | Camelot         | Nessuno           |              | 1988                        |      |
| Ortobruco Tour              | Brucomela più lungo al mondo. | Brucomela            | Luna Park       | 1,00 m            | Pinfari      | 1991 1993 tracciato attuale |      |
| Peter Pan                   | Giostra del bacio con al centro il veliero di Capitan Uncino. | Giostra del bacio    | Luna Park       | 1,00 m            | Fabbri Group | 1988                        |      |
| Prezzemolo Land             | Parco giochi con tappeti elastici, getti d'acqua e un piccolo castello con scivoli. | Playground           | Camelot         | Max 1,40 m        |              | 2014                        |      |
| PrezzemoloMagic Village     | Parco giochi con scivoli, altalene e sabbionaia. | Playground           | Camelot         | Nessuno           |              | 2015                        |      |
| Doremifarm                  | Percorso a bordo di trattori su binari ambientato in una fattoria in stile da fumetto. | Open Ride            | Fantasy Kingdom | 80 cm             |              | 2001                        |      |
| Funny Express               | Breve percorso su trenino. Il tracciato è quello del Villaggio degli elfi e l'ambientazione molto simile. | Trenino              | Fantasy Kingdom | 80 cm             |              | 2001                        |      |
| Il trenino di Nonno Pig     | Breve percorso su trenino a tema Peppa Pig. | Trenino              | Peppa Pig Land  | Nessuno           |              | 2018                        |      |
| L'isola dei pirati          | Giostra a tema Peppa Pig con barchette che girano attorno a un'isola sopra una piccola piscina. | Flat ride            | Peppa Pig Land  | Nessuno           |              | 2018                        |      |
| La casa di Peppa Pig        | Caccia al tesoro nella casa presente nel cartone animato. | Walktrough           | Peppa Pig Land  | Nessuno           |              | 2018                        |      |
| La mongolfiera di Peppa Pig | Attrazione panoramica con rotazione orizzontale. | Mongolfiere          | Peppa Pig Land  | 80 cm             |              | 2018                        |      |
| Le pozzanghere di fango     | Playground con scivoli a tema Peppa Pig. | Playground           | Peppa Pig Land  | Nessuno           |              | 2018                        |      |
| Baby Land                   | Varie Flat Ride per bambini. | Flat rides           | Camelot         | Nessuno           |              | 2001                        |      |
| Rocket Factory              | Precedentemente nota come Mr Ping's Noodle Surprise, l'attrazione è ora al chiuso e vede delle tazze rotanti ambientate all'interno di una fabbrica di fuochi d'artificio, con effetti speciali di proiezione. | Tazze Rotanti Indoor | Dragon Empire   | 1,10 m            |              | 2025                        |      |
| Superbaby                   | Carosello per bambini. | Carosello            | Luna Park       | Nessuno           | Fabbri Group | 1988                        |      |

### Attrazioni stagionali
Alcune attrazioni sono aperte solo in determinati periodi dell'anno.
| Attrazione                       | Descrizione | Tipologia              | Anno d'apertura | Periodo         |
| -------------------------------- | --- | ---------------------- | --------------- | --------------- |
| Wreckage - The Horror Experience | Walkthrough horror situato all’interno di una tensostruttura in area Oblivion. L’attrazione richiede l’acquisto di un biglietto a parte. | Walkthrough            | 2024            | Magic Halloween |
| Il Bosco Stregato                | Walkthrough dedicato ai più piccoli situato in area West                                                                                 | Walkthrough            | 2022            | Magic Halloween |
| Il Villaggio di Babbo Natale     | Attrazione natalizia dedicata ai più piccoli                                                                                             | Walkthrough/Meet&Greet |                 | Magic Winter    |

### Attrazioni storiche
Attrazioni che non sono più presenti nel parco in quanto demolite, ritematizzate o rinominate.
| Attrazione                          | Caratteristiche | Tipologia                  | Periodo di attività | Sostituita da                                                | Foto |
| ----------------------------------- | --- | -------------------------- | ------------------- | ------------------------------------------------------------ | ---- |
| Rodeo                               | Piccola giostra con cavalli veri. | Percorso con cavalli       | 1975-1979           |                                                              |      |
| Laghetto pesca sportiva             | Piccolo laghetto dove si poteva pescare durò solo una stagione, l'anno seguente vanno inserita UFO | Laghetto di pesca          | 1975-1975           | UFO                                                          |      |
| Mini-treno West                     | Situato alla fine del villaggio Rio Bravo, presentava decorazioni western. | Trenino                    | 1975-1983           |                                                              |      |
| Giostra cavalli                     | Piccolo carosello. Fino al 1981 era presente nel piazzale all'ingresso per poi essere spostato nella zona che in seguito ha ospitato Time Voyagers. Nel 1988 venne smantellata vista la presenza all'ingresso di una nuova giostra dei cavalli più grande (con due piani) e in stile medievale. | Giostra                    | 1975-1987           | Giostra Cavalli                                              |      |
| Labirinto giapponese                | Semplice labirinto di siepi al cui centro si trovavano alcuni specchi deformanti. Nelle vicinanze era presente la riproduzione di una pagoda cinese. Era situato nel percorso che collega l'area medievale al villaggio Rio Bravo. | Labirinto                  | 1975-1987           | Prezzemolo's Labyrinth                                       |      |
| Parco giochi                        | Era costituito da una serie di scivoli a spirale costruiti attorno a lampioni. Era presente anche una casetta a forma di botte su cui erano scritti i nomi di Romeo e Giulietta. Quest'ultima restò fino al 1995, ma venne anch'essa smantellata durante i lavori per il PalaBlù. | Playground                 | 1975-1987           |                                                              |      |
| Giostra Baby 1                      | Piccola giostra con automobili e animali esotici. | Giostra                    | 1975-1987           |                                                              |      |
| Villaggio a fumetti                 | Percorso a bordo di macchinine su binari che attraversava un villaggio con personaggi, tra cui alcuni della Disney, disegnati su cartelloni. Su ogni personaggio era possibile leggere il relativo "fumetto" con ciò che stava dicendo. | Open Darkride              | 1975-1989           | Villaggio degli elfi                                         |      |
| UFO                                 | Attrazione di tipo Ballerina presente nell'area spaziale del parco. | Ballerina                  | 1976-1992           | Moonraker                                                    |      |
| Safari africano                     | Percorso acquatico su canoe che attraversava la ricostruzione di una giungla africana. A inizio anni '80 vennero aggiunti alcuni animatroni e installati dei binari per le imbarcazioni, visto che in origine le canoe erano trainate da un piccolo motoscafo. A fine anni '80 venne eseguito un aggiornamento più corposo, aggiungendo numerosi animatroni, tra cui un gorilla gigante vicino alla fine del percorso. | Boat ride                  | 1975-1998           | Tunga                                                        |      |
| Canyons                             | Inizialmente l'attrazione consisteva in una breve escursione a cavallo, ma all'inizio degli anni '80 vennero messi dei carrelli meccanici e aggiunta una miniera lungo il percorso. Dal 2009 al 2018 è stato presente nella stessa area il gioco a pagamento Canyon Creek. | Darkride                   | 1975-2007           | Foresta incantata                                            |      |
| Crazy House                         | Casa pazza con trabocchetti e ostacoli da superare, tipologia di attrazione presente in molti luna park. Realizzata presso le officine di Guido De Maria. | Walkthrough                | 1979-1982           | Castello del conte Dracula                                   |      |
| Asterline Saturno 7                 | Simulatore spaziale a forma di razzo. Dal 1989 fu utilizzato solo come elemento scenografico e fu rimosso del tutto solo nel 1994. Il sistema di movimento dell'attrazione venne riutilizzato per U-571, novità 2006 di Movieland. | Simulatore                 | 1979-1988           | Space Lab                                                    |      |
| Le Zyklon                           | Prime montagne russe del parco, prive di inversioni, di tipo Jet Coaster III. | Zyklon coaster             | 1980-1984           |                                                              |      |
| Giostra Baby 2                      | Piccola giostra con animali e veicoli. | Giostra                    | 1982-1987           | Calci                                                        |      |
| Panoramic Tour                      | Bidonvia che faceva un ampio giro del parco. Le cabine vennero riverniciate più volte passando dal giallo iniziale al verde degli ultimi anni. Anche la stazione di partenza, presente alla fine del villaggio Rio Bravo, venne arricchita da una tematizzazione western durante degli anni '90. Venne smantellata a seguito della costruzione lungo il suo percorso del Gardaland Theatre. La coda dell'attrazione venne riutilizzata come coda di Inferis. La stazione rimase come scenografia del villaggio Rio Bravo e venne smantellata definitivamente solo nel 2014 per la costruzione di Oblivion. | Bidonivia                  | 1983-2004           | Inferis: Il labirinto del terrore                            |      |
| Castello del conte Dracula          | Ampliamento della precedente Crazy House con tematizzazione horror. Tra i vari ostacoli erano presenti una scala mobile divisa in due, dove ogni parte andava nel senso opposto, un labirinto di specchi e un grosso tunnel rotante. | Walkthrough                | 1983-1994           | Castello di mago Merlino                                     |      |
| Magic Mountain                      | Montagna russa, ora con il nome di Shaman. Nel corso del tracciato si esegue un killer loop (doppio giro della morte), due avvitamenti laterali e un'elica poco prima della stazione. Nella stagione 2017 l'attrazione viene ritematizzata con l'aggiunta di Visori 3D per la realtà virtuale. | Roller coaster             | 1985-2016           | Shaman                                                       |      |
| Prezzemolo Tour                     | Ottovolante per bambini. Il vagone era a forma di drago rosso. | Ottovolante                | 1986-1990           | Ortobruco Tour                                               |      |
| Cinema tridimensionale              | I filmati vennero proiettati per il primo anno sotto un tendone da circo per poi trasferirsi sotto l'iconica cupola geodetica che aveva ospitato il "Pappagalli Show". | Cinema 3D                  | 1986-1992           |                                                              |      |
| Ruota panoramica                    | Ruota panoramica con sedici cabine divise a grappolo su quattro bracci, a loro volta rotanti. Si effettuava così una doppia rotazione. A seguito di un incidente non fatale nell'estate del 1992 e conseguente impatto mediatico negativo, l'attrazione venne prontamente demolita. | Ruota panoramica           | 1986-1992           | Top Spin                                                     |      |
| Il corpo di Eva                     | Percorso educativo sul corpo umano. All'esterno l'attrazione si presentava come una gigantesca donna sdraiata. Si accedeva in gruppi da dieci insieme a una guida. Venne successivamente venduta allo Zoosafari di Fasano. | Walkthrough                | 1988-1993           |                                                              |      |
| La valle dei re                     | Dark ride con ambientazione egiziana, realizzata con la collaborazione dei fratelli Mazzoli. L'attrazione raccontava la storia degli archeologi Lord Carnarvon e Howard Carter che dopo aver profanato la tomba di Tutankhamon sono vittime della sua maledizione. | Dark ride                  | 1988-2008           | Ramses: Il risveglio                                         |      |
| Kaffeetassen                        | Giostra delle tazze rotanti, di cui nove girevoli e tre statiche. | Tazze                      | 1988-2015           | Mr. Ping's Noodle Surprise                                   |      |
| Calci                               | Giostra a seggiolini volanti. La parte superiore era in grado di inclinarsi fino a 30° sollevando ulteriormente i passeggeri. | Calcinculo                 | 1988-1995           | Baby Carousel                                                |      |
| Nuvola                              | Piattaforma su un pendolo che si sollevava fino a trenta metri d'altezza. Venne smantellata nel 2001 dopo che un pistone si ruppe sporcando d'olio i visitatori presenti sull'attrazione. | Flat ride                  | 1989-2001           |                                                              |      |
| Ikarus                              | Giostra di tipologia Condor. Le navicelle si alzavano fino a 25 metri d'altezza. A fine 2011 venne venduta al parco pugliese Miragica. | Condor ride                | 1989-2011           | Prezzemolo Land                                              |      |
| Villaggio degli elfi                | Restyling del Villaggio a fumetti con ambientazione più curata e animatroni. Inizialmente gli elfi avevano un aspetto caricaturale che sfiorava il grottesco, ma poi vennero sostituiti da nuovi animatroni in stile cartoonesco. | Open darkride              | 1991-1999           | Funny Express                                                |      |
| Cinema dinamico                     | Cinema sotterraneo in cui i posti degli spettatori si muovevano in corrispondenza a quello che appariva sullo schermo. Nei primi anni venivano proiettati anche 6 filmati diversi al giorno. | Cinema dinamico            | 1990-2000           | L'isola dei dinosauri                                        |      |
| I Corsari                           | Water Dark ride con ambientazione piratesca realizzata con la collaborazione di Richard Crane. Nelle 19 scene che compongono l'attrazione, i visitatori sono inseguiti dal malvagio corsaro Jason Montague per essere poi salvati dal buon corsaro Nero e la sua compagna, Honorata. Nei primi anni erano presenti in alcune stanze delle proiezioni a muro che con registrazioni di attori ed effetti speciali arricchivano di dettagli la storia. Per realizzarla sono stati necessari circa quattro anni con un costo stimato di 60 miliardi di lire.                                                   | Water dark ride            | 1992-2017           | I Corsari: La vendetta del fantasma                          |      |
| Moonraker                           | Una versione più adrenalinica di UFO. Il disco, girando, si inclinava fino a un'angolazione di 80°. | Disk'o                     | 1993-1999           | Fantasy Kingdom (area)                                       |      |
| Top Spin                            | I passeggeri a bordo di una gondola tenuta da due bracci meccanici compivano una serie di giravolte. Nel 2015 venne venduta a Miragica. | Top spin                   | 1993-2015           | Kung Fu Panda Master                                         |      |
| Il mondo di Barbie                  | Mostra realizzata in collaborazione con la Mattel, comprendente tutte le Barbie prodotte fino ad allora. Per l'occasione venne realizzata anche una Barbie Gardaland. Il tendone in cui era ospitata venne riutilizzato per il Convention Center. | Mostra                     | 1995-1996           | Torneo medioevale                                            |      |
| Space Lab                           | Piccolo simulatore spaziale che poteva ospitare al massimo otto spettatori. | Simulatore                 | 1995-1999           | Fantasy Kingdom (area)                                       |      |
| Baby Carousel                       | Quattro piccole giostre rivolte a un pubblico molto giovane: una giostra dei cavalli, una ruota panoramica, un galeone ondeggiante e un trenino. | Giostrine                  | 1995-1999           |                                                              |      |
| Castello di mago Merlino            | Spettacolo di audio animatroni di circa 7 minuti. Erano presenti numerosi effetti speciali e proiezioni. | Spettacolo                 | 1995-2001           | Castello di mago Merlino (teatro)                            |      |
| Tunga: The Apeman                   | Aggiornamento del safari africano con nuovi animatronics, tra cui Tunga, uomo della giungla ispirato a Tarzan. È stato smantellato nel 2010 per fare spazio a Raptor | Boat darkride              | 1999-2010           | Raptor                                                       |      |
| L'isola dei dinosauri               | Filmato in 3D con dinosauri proiettato all'interno del vecchio cinema dinamico. La struttura venne tematizzata con decorazioni di fossili in rilievo all'interno e la riproduzione a dimensione naturale di tre dinosauri all'esterno: la statua di un Tyrannosaurus rex e due animatroni di Velociraptor. | Cinema 3D                  | 2001-2003           | The Spectacular 4D Adventure                                 |      |
| Saltomatto                          | Piccola torre a caduta libera con in cima Prezzemolo e T-jey. | Baby Free Fall tower       | 2001-2018           | Legoland Waterpark Gardaland                                 |      |
| The Spectacular 4D Adventure        | Il teatro dell'isola dei dinosauri venne utilizzato per proiettare altri filmati in 4D, portando l'attrazione a cambiare nome ed entrata. | Cinema 4D                  | 2004-2015           | The Spectacular Adventure Cinema                             |      |
| The Spectacular Adventure Cinema    | Modifica del cinema con filmati classici. | Cinema dinamico            | 2015-2016           | T-REXtaurant (Ristorante) (2016-2020) T-Relax (Area Pic nic) |      |
| Sequoia Adventure                   | Montagna russa di tipo screaming squirrel con scenografia da segheria. A seguito dei numerosi guasti nel corso degli anni l'attrazione è risultata per molto tempo non operativa. | Screaming Squirrell        | 2005-2018           | Sequoia Magic Loop                                           |      |
| Sequoia Magic Loop                  | La montagna russa screaming squirrel è stata rinominata e riscenografata nel 2019 in occasione dell'anno della magia a Gardaland. A causa dei numerosi problemi tecnici e la pandemia l'attrazione è stata chiusa definitivamente e smantellata a febbraio 2023 | Screaming Squirrell        | 2019-2020           | Wolf Legend (novità 2024)                                    |      |
| Inferis: Il labirinto del terrore   | Horror house ambientata in una fabbrica abbandonata. Erano presenti attori truccati da diavoli e squartatori che interagivano con i visitatori. Il tendone sotto cui era costruita è stato utilizzato fino al 2020 per ospitare la coda di Oblivion, ma attualmente non è accessibile al pubblico. | Horror house (Walkthrough) | 2010-2011           | Oblivion: the black hole                                     |      |
| Prezzemolo's Labyrinth              | Breve labirinto di siepi situato prima del villaggio Rio Bravo. | Labirinto                  | 2011-2014           | Prezzemolo Magic Village                                     |      |
| Foresta Incantata                   | Walkthrough a tema magico in una foresta. Nel 2022 trasformato in una zona di passaggio senza preshow. | Walkthrough                | 2019-2020           | Foresta Maledetta                                            |      |
| Ramses: Il risveglio                | Dark ride interattiva a tema egizio e alieno nel tempio di Abu Simbel. | Interactive Dark Ride      | 2009-2020           | Jumanji. The Adventure                                       |      |
| I Corsari: la vendetta del fantasma | Water dark ride a tema piratesco in un percorso tormentato da un fantasma. | Water Dark Ride            | 2018-2024           | Animal Treasure Island                                       |      |
| Kung Fu Panda Master                | Spinning coaster ispirata ai cartoni di Kung Fu Panda. | Spinning coaster           | 2016-2024           | Dragon Rush                                                  |      |
| Mr Ping's Noodle Surprise           | Tazze che diventano delle scodelle di spaghetti del signor Ping, personaggio di Kung Fu Panda. | Tazze Rotanti              | 2016-2024           | Rocket Factory                                               |      |
| Il Bosco degli Gnomi                | Percorso a piedi a tema gnomi. L’attrazione si trova al posto della Foresta Incantata ed è stata aperta in occasione del Magic Winter 2022. | Walkthrough                | 2022-2024           | Nessuno                                                      |      |

## Aree tematiche
Le attrazioni sono ospitate nel contesto di diverse aree tematiche. All'interno del parco è possibile ritrovare tra le scenografie firme e messaggi nascosti inseriti dall'ex art director del parco Claudio Mazzoli.
Nel 1993 il parco pensa di suddividersi in "quartieri" nella guida informativa. Non essendoci una reale differenza tematica, questi quartieri vengono creati seguendo una logica di equità spaziale; quattro zone, di simili dimensioni, semplicemente intitolate con colori: quartiere giallo, quartiere verde, quartiere azzurro, quartiere arancione. Successivamente si divide il parco per aree tematiche.
| Teatro                 | Caratteristiche | In attività                         | Attrazioni | Bar e Ristoranti | Teatri                                  | Foto |
| ---------------------- | --- | ----------------------------------- | --- | --- | --------------------------------------- | ---- |
| Rio Bravo              | Area a tema Western. Poco prima dell'ingresso sono collocati alcuni edifici in stile messicano. Nei primi anni '80 furono costruiti, sotto la direzione di Valerio Mazzoli, due edifici iconici per l'area: una chiesetta consacrata e la prima pizzeria saloon, distrutta da un incendio a inizio anni '90.. La piccola chiesa è un luogo sacro consacrato a tutti gli effetti, saltuariamente vi avvengono funzioni religiose. | 1975-                               | | - Pizzeria Saloon - Buffalo Ranch - Hacienda Miguel - Focacceria Western                                                    | - Buffalo Stage - Hacienda Miguel Stage |      |
| Area Spazio            | Area a tema spaziale che include 3 attrazioni e un walkthrough horror disponibile durante il Magic Hallwoeen | 1998-                               | - Oblivion - Space Vertigo - Flying Island - Wreckage: The horror experience                                                                     | - Chiosco Oblivion - Coca Cola Future Drink                                                                                 |                                         |      |
| Fantasy Kingdom        | Villaggio dove abitano Prezzemolo e i suoi amici, progettato da Claudio Mazzoli. | 2001-                               | - Magic House - L'albero di prezzemolo - Doremifarm - Funny Express - Volaplano                                                                  | - Carovana dei Dolci | - Teatro Della Fantasia                 |      |
| Camelot                | Zona di ambientazione medievale vicino all'ingresso. Dopo l'introduzione del castello di mago Merlino è stata ribattezzata Camelot. | 1975-                               | - TransGardaland Express - Giostra Cavalli - Prezzemolo Land - Prezzemolo Magic Village - Baby Pilota - Baby Corsaro - Baby Canoe - Baby Cavalli | - Merlin Stube - Prezzemolo Land Play Bar - Bar Antico Feudo                                                                |                                         |      |
| Jumanji                | È formata da una dark ride, un labirinto e un piccolo souk arabo dove sono presenti giochi a premi e macchinette automatiche. L’area sorge dove si trovavano un tempo piazza Souk e piazza Ramses. | 1986- (2023 Jumanji)                | - Jumanji: The Adventure - Jumanji: The Labyrinth                                                                                                | - Ristorante Aladino - Bar Aladino - Nuovo nome (ex Mercato Ramses) - Chiosco salsicce                                      | - Palco Jumanji                         |      |
| Nord America           | Area creata nel 2017, prima era priva di tematizzazione. È formata da Shaman, Colorado Boat e da Wolf Legend. | 2017-                               | - Shaman - Colorado Boat - Wolf Legend | - Chiosco Beerhouse - Chiosco Colorado                                                                                      |                                         |      |
| Animal Treasure Island | Nuova area a tema "caccia al tesoro", mantiene parzialmente l'originale riproduzione di un porto inglese in stile settecentesco. Al centro si trova un galeone spagnolo fedelmente riprodotto in scala 1:2. L’area sorge dove si trovava un tempo il Villaggio Tudor. | 1991- (2025 Animal Treasure Island) | - Animal Treasure Island | - The Bandits' Tavern Restaurant (ex Locanda del Corsaro Nero) - The Armadillary Covo Burger (ex Covo Burger dei Bucanieri) |                                         |      |
| Dragon Empire          | Nuova area tematica di ambientazione cinese. L’area sorge dove si trovava un tempo Kung Fu Panda Academy. | 2016- (2025 Dragon Empire)          | - Dragon Rush - Rocket Factory | - Nuovo nome (ex Hot Dog Kung Fu Panda) - Nuovo nome (ex Hamburgeria Kung Fu Panda)                                         |                                         |      |
| Peppa Pig Land         | Area con scenografia basata sul franchise di Peppa Pig. | 2018-                               | - La casa di Peppa Pig - Le mongolfiere di Peppa - Il trenino di Nonno Pig - L'isola dei Pirati - Le pozzanghere di fango                        | - Chiosco Peppa Pig | - Area Meet & Greet                     |      |
| Raptor                 | Area a tema fantascientifico-abbandonato, ambientata negli X-Labs, costruita attorno al coaster Raptor. | 2011-                               | - Raptor | - Kebab Raptor - Chiosco raptor                                                                                             |                                         |      |
| Area Luna Park         | Area di attrazioni in stile luna park presente nella parte sud-ovest del parco. | 1984-                               | - Ortobruco Tour - Superbaby - Peter Pan - Monorotaia                                                                                            | |                                         |      |
| Area Hawaii            | Area relax a tema Hawaii. | 1987-                               | | - Aloha Beach | - Arena 44 Gatti                        |      |

## Teatri e spettacoli

### Aree di spettacolo
Nella struttura sono presenti diverse aree di spettacolo e teatrali. Di seguito le principali:
| Teatro                | Caratteristiche | In attività dal | Spettacolo | Foto |
| --------------------- | --- | --------------- | --- | ---- |
| Gardaland Theatre     | Teatro fisso con 1250 posti a sedere su due piani. È la struttura teatrale più grande presente a Gardaland. Il design art-decò è stato curato dallo scenografo Claudio Mazzoli.           | 2006-           | - A.I. - The Future is Here (stagione 2025) - Impossible Magic Show (stagione 2024) - Nautilus (stagione 2023-24) |      |
| Palco ingresso        | Palco situato sopra l’ingresso pedonale del parco. | 1998-           | - Fifty Stars - 50 anni di emozioni (stagione 2025) - Good Morning Gardaland                                      |      |
| Teatro della Fantasia | Situato all'interno di Fantasy Kingdom, è adibito a spettacoli con pupazzi, marionette e pagliacci rivolti a un pubblico molto giovane. Fino al 2017 si chiamava Teatro delle Marionette. | 2002-           | - Bim Bum Bam Live (stagione 2025) - 1…2…3… Puff! (stagione 2024)                                                 |      |
| Arena 44 Gatti        | Arena a tema 44 Gatti. | 2020-           | - 44 Gatti In Tour                                                                                                |      |
| Buffalo Stage         | Stage in area Rio Bravo. | 2018-           | - Party... per il West (stagione 2025) - The Country Band-Hits (stagione 2024)                                    |      |
| Nave dei Corsari      | Palco sulla nave in area Corsari | 1992-           | - Taylor - La Regina dei mari                                                                                     |      |
| Albero di Prezzemolo  | Palco situato ai piedi dell’albero di Prezzemolo. | 2019-           | - Prezzemolo Dance                                                                                                |      |
| Palco Jumanji         | Palco situato in piazza Jumanji utilizzato per gli eventi e i concerti. Viene montato e smontato all'occasione.                                                                           | 2022-           | |      |

### Spettacoli
Il parco offre numerosi show, rinnovati ogni anno.
- Arabian Night (Souk Arabo, 2022)
- Alegria Mexicana (Hacienda Miguel)
- 44 gatti Circus show (Arena 44 Gatti)
- La soffitta di Prezzemolo (Teatro della Fantasia)
- West is the Best (Buffalo Stage)
- Un tuffo nel Blu (Nave dei Corsari)
- Meet & Greet Peppa Pig (Peppa Pig Land)
- La notte delle streghe (Palco Jumanji)
- Delfini d'amare (1999-2012)
- Final Ceremony (2011)
- Corsari Show (2011)
- Aladdin Show (2011)
- Quel selvaggio, comico West (2012)
- Pupazzi più-pazzi (2012)
- Ombre di luce (2012)
- Meraviglie d'Oriente (2012)
- Magicalchimia (2012)
- La marionetta incantata (2012)
- Jambo Jambo Show (2012)
- Baz! (2012)
- All'arrembaggio! (2012)
- Magical Adventure (2012-2013)
- Il segreto di Gardaland (2013)
- Madagascar Live! It's Circus Time! (2013-2015)
- Sabbia magica (2016)
- La festa del sultano (2016)
- Alla conquista degli oceani
- Alienation/Alienation 2.0 (2014-2015) (Paolo Carta) (2016)
- One Man Circus (2016)
- Rebellion (2016)
- Immagina! (2017)
- Perla d'Oriente (2017)
- Romeo, le Formidable (2017)
- Le favole di Sharazad (2017)
- Arrivano i corsari (2017)
- Festa al Silver saloon (2017)
- Il banchetto dei Filibustieri (2017)
- Dragon Parade (2017)
- Come nei Sogni (2018)
- Il Souk delle Meraviglie (2018)
- Corsari in Festa (2018)
- The Big Country Dance (2018)
- Le Canzoni di Prezzemolo (2018)
- 5 Elements, live experience (2018)
- Gardaland on Broadway, live musical (2018)
- Le Perle di Giava (2018)
- La Sfida degli Chef (2018)
- #GenerazioneGardaland (2018)
- Welcome to Gardaland (2018-2020)
- La Strega di Fuoco (2019)
- Magic Elements, live experience (2019)
- Gardaland on Broadway 2, live musical (2019)
- La fata delle bolle (2019)
- L'isola dei Corsari (2019)
- The Wild Country Show (2019)
- Il Regno dell'Indonesia (2019)
- Fiesta! (2019)
- Prezzemolo Dance Party (2019)
- Kung Fu Chi School (2019)
- Incontra Peppa e i suoi amici (2019)
- Balinese dance (2020)
- I colori dei Corsari (2020)
- Just Married show (2020)
- Que viva Mexico (2020)
- 44 Gatti rock show (2020-2021)
- Acqua Fantasia (2020)
- We are Gardaland! (2020)
- Welcome Show (2021)
- La pozione dell'immaginazione (2021)
- Succede nel West (2021)
- I colori dei Corsari (2021)
- Fiesta Fantastica (2021)
- Gardaland Awards - Life is a Movie (Gardaland Theatre, 2021-2022)
- La soffitta di Prezzemolo (Teatro della Fantasia, 2022)
- Alegria Mexicana (Hacienda Miguel, 2022)
- West is the best (Buffalo Stage, 2022)
- Arrivederci a Gardaland! (Albero di Prezzemolo, 2022)
- Nautilus (Gardaland Theatre, 2023-2024)
- !mpossible (Gardaland Theatre, 2023)
- Windigo (Buffalo Stage, Magic Halloween 2023)
- Midnight - l'ora del duca (Gardaland Theatre, Magic Halloween 2024)
- Zero° (Gardaland Theatre, Magic Winter 2023)
- Anubis - il signore dei morti (Gardaland Theatre, Magic Halloween 2024)
- 2.zero (Gardaland Theatre, Magic Winter 2024)
- Fifty Stars - 50 anni di emozioni (Ingresso, 2025)
- A.I. - The Future is Here (Gardaland Theatre, 2025)
- Bim Bum Bam Live (Teatro della Fantasia, 2025)
- Party... per il West (Buffalo Stage, 2025)

## Eventi stagionali
Nel 1995 si festeggia il 20º anniversario del parco; vengono presentati spettacoli e sfilate a tema durante la stagione estiva. A maggio sfila nel parco un figurante travestito da faraone unitamente a un corteo a tema egiziano al suo seguito. Delle truccatrici intrattengono gli ospiti dipingendo i volti dei bambini in stile egiziano. A giugno il tema della festa sono gli Stati Uniti; vengono poste nel parco carovane stile far west e vengono proposti spettacoli di skateboard e musicisti rapper. A settembre con lo slogan "All'arrembaggio!!!" si festeggia in tema corsaro, con spettacoli nei pressi del galeone dei pirati.
Nell'ottobre del 2002 Gardaland propone un nuovo evento: Magic Halloween. In questo periodo il parco viene interamente tematizzato con zucche, ragnatele, e altri oggetti e costumi che richiamano il tema "horror" di Halloween.
Nel 2023 gli eventi stagionali sono:
- Anteprima Gardaland (marzo): weekend di apertura del parco in soft opening[56].
- Gardaland Night is Magic (giugno-agosto): il parco rimane aperto e operativo anche la sera, con uno spettacolo di fuochi d'artificio e 3D mapping per concludere la giornata.
- Gardaland OktoberFest (settembre): il parco è arricchito con scenografie che ricordano l'Oktoberfest bavarese. Nel parco sono presenti dei punti ristoro dove provare diversi stuzzichini bavaresi e diversi tipo di birra. La Kapuziner Bier Band suona canzoni tipiche bavaresi.[57]
- Gardaland Magic Halloween (ottobre-novembre): il parco è addobbato con scenografie che ricordano Halloween. Sono presenti show esclusivi e due scare-zone. In queste zone è possibile trovare degli attori travestiti da zombie o altre figure horror che fanno spaventare gli ospiti. Il venerdì il parco è riservato agli ospiti più grandi con i Venerdi da Paura.[33]
- Gardaland Magic Winter (dicembre-gennaio): il parco è decorato in stile natalizio. Ci sono spettacoli esclusivi, una pista di pattinaggio sul ghiaccio e una mostra di modellini di treni.

Ci sono poi tre giornate speciali con Dj set, cantanti, animazione e spettacolo pirotecnico: 
- Summer Festival (8 luglio)[58]
- Stars Night (9 settembre)
- Halloween Party (31 ottobre)[59]

## Strutture del resort
Gardaland Resort è composto da:
- Un parco a tema (Gardaland Park)
- 3 Hotel tematici (Gardaland Hotel, Gardaland Adventure Hotel e Gardaland Magic Hotel)
- Un parco acquatico (Legoland WaterPark Gardaland)
- Un acquario (Gardaland Sea Life Aquarium)

Non fa più parte del resort Gardaland WaterPark, inizialmente chiamato Parco Acquatica e situato a Milano, che nel 2006 venne acquisito da Merlin Entertainments e collegato al Gardaland Resort fino al 2014, quando il parco cambiò gestione e venne rinominato Acquatica Park, perdendo ogni riferimento e collegamento col resort gardesano.

### Strutture alberghiere

#### Gardaland Hotel

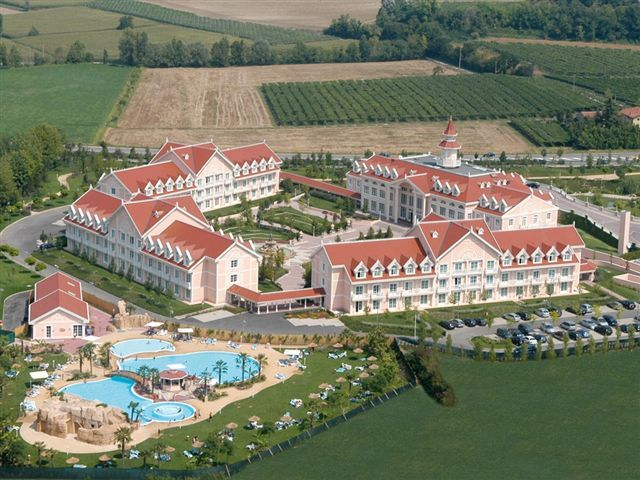
Veduta aerea del Gardaland Hotel

Inaugurato nel 2004 come primo albergo di proprietà del parco, è realizzato in stile New England, con giardini, laghi e fontane esterne e camere a tema. Al suo interno sono presenti ristoranti, sale congressi e l'area acquatica Blue Lagoon, aperta nel periodo estivo.

#### Gardaland Adventure Hotel

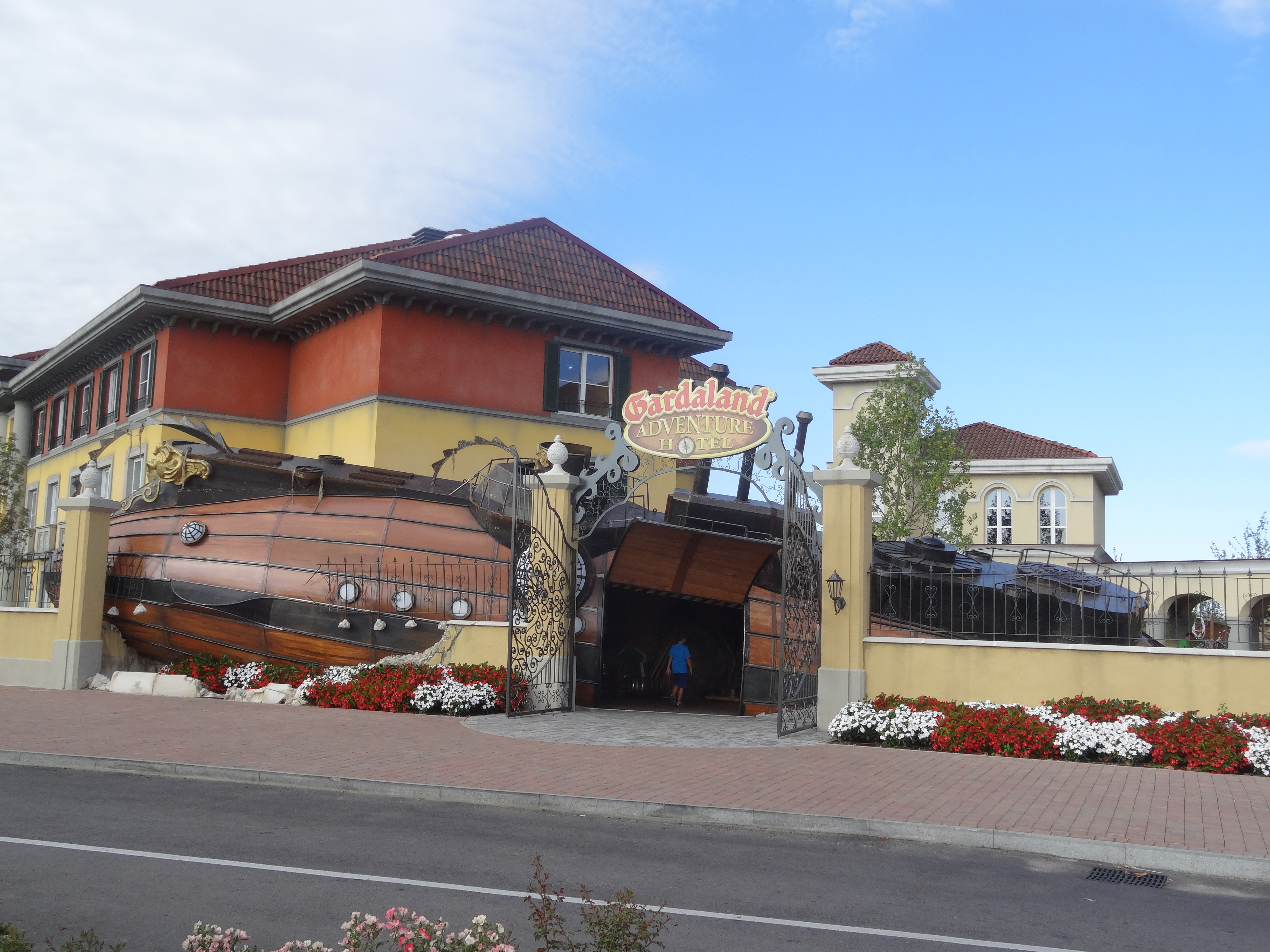
Ingresso del Gardaland Adventure Hotel

Nel 2016 è stata inaugurata una seconda struttura alberghiera, il Gardaland Adventure Hotel, con un ristorante tematizzato chiamato Tutankhamon Restaurant e camere a tema.

#### Gardaland Magic Hotel
Nel 2019 è stata inaugurata una terza struttura alberghiera, il Gardaland Magic Hotel, dedicato ad un mondo popolato da creature magiche, con bar caffetteria interno tematizzato, il Quercia Magica Coffee Bar.

### Altre strutture

#### Gardaland Sea Life Aquarium

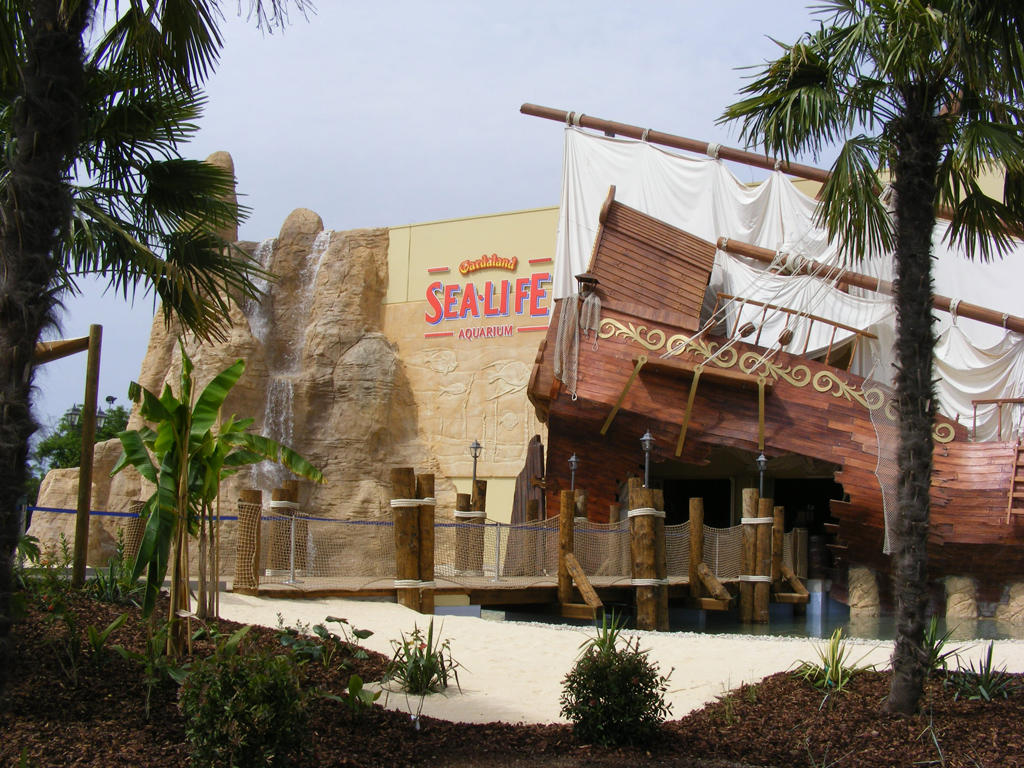
Ingresso del Gardaland Sea Life Aquarium

Il Gardaland Sea Life Aquarium è il primo Sea Life realizzato in Italia dalla Merlin e il 28º nel mondo. Inaugurato il 1º giugno 2008 si trova adiacente al Gardaland Park e condivide lo stesso parcheggio. Il costo di realizzazione è stato di 15 milioni di euro e il complesso si estende su una superficie di 19000 m².
È realizzato su due piani e quasi interamente al coperto (eccezion fatta per la vasca delle otarie), è composto da 37 vasche che ricostruiscono ambienti e habitat naturali nei quali è possibile osservare oltre 5 000 esemplari, dalle specie più note e presenti anche nel lago di Garda sino a quelle più esotiche. L'acquario presenta tre tipologie di vasche:
- un sistema di acqua dolce fredda composto da 6 vasche che riproducono i tre diversi ambienti: acque di montagna, del lago di Garda e del delta del Po;
- un sistema di acqua marina tropicale composto da 31 vasche che riproducono habitat differenti; dalle zone costiere tropicali alle acque blu del profondo oceano;
- un sistema dedicato ai leoni marini con una vasca esterna pari a circa 130 m².

Sono presenti inoltre delle vasche interattive che permettono di vedere da vicino gli animali, una laguna tropicale e la grotta dei coralli con gorgonie, meduse, pesci scorpioni e altri animali. È presente anche un ristorante che si affaccia sulla vasca degli squali e un negozio di merchandise.
Nel 2013 è stato aggiunto un trenino navetta chiamato "Gardaland Star" che effettua il servizio navetta tra Gardaland Park e Gardaland Sea Life.
Le aree tematiche dell'acquario sono:
-la vasca dei piragna prima della biglietteria 
-Acque dolci, in cui sono alloggiate specie ittiche che vivono nei pressi dei fiumi Mincio, Sarca, Po, e del vicino Lago di Garda.
-Specie aliene , mostra con specie aliene e lessepsiane
-Porto, area in stile caraibico ; degni di nota polpo e murena
-Relitto, area simile ad un Galeone affondato con pesci tropicali
- A un passo dai leoni marini, con visione subacquea, nella spiaggia esterne vengono organizzati spettacoli con gli stessi leoni marini
-Tunnel e Vista Oceanico/a, il primo e un tubo di vetro all'interno di una vasca, la seconda un vetro per osservare la stessa vasca. In essa sono presenti squali, trigoni e altri pesci ocenici
-Vasca ad anello , una vasca anellare in cui si è circondati da un banco di piccoli pesci
-Barriera corallina, con piccoli pesci da reef
-Vasche interattive, sì possono osservare e, con l'aiuto di un membro dello staff, toccare gli animali
-Grotta dei pesci pagliaccio, in cui si può entrare in una cupola di vetro per osservare i pesci dall'interno della vasca
-Oceano interattivo, attrazione in cui , in uno schermo che simula una vasca d'acquario si possono fare nuotare i pesci che vengono disegnati
-Il magico regno dei cavallucci marini, con un gruppo di cavallucci nati a Sea Life 
-Laguna tropicale, vasca bassa con pesci di non modeste dimensioni che vivono nelle zone tropicali
-Meduse&conservations, area che ospita alcune meduse dedicata alla conservazione di queste.

#### LEGOLAND Water Park Gardaland

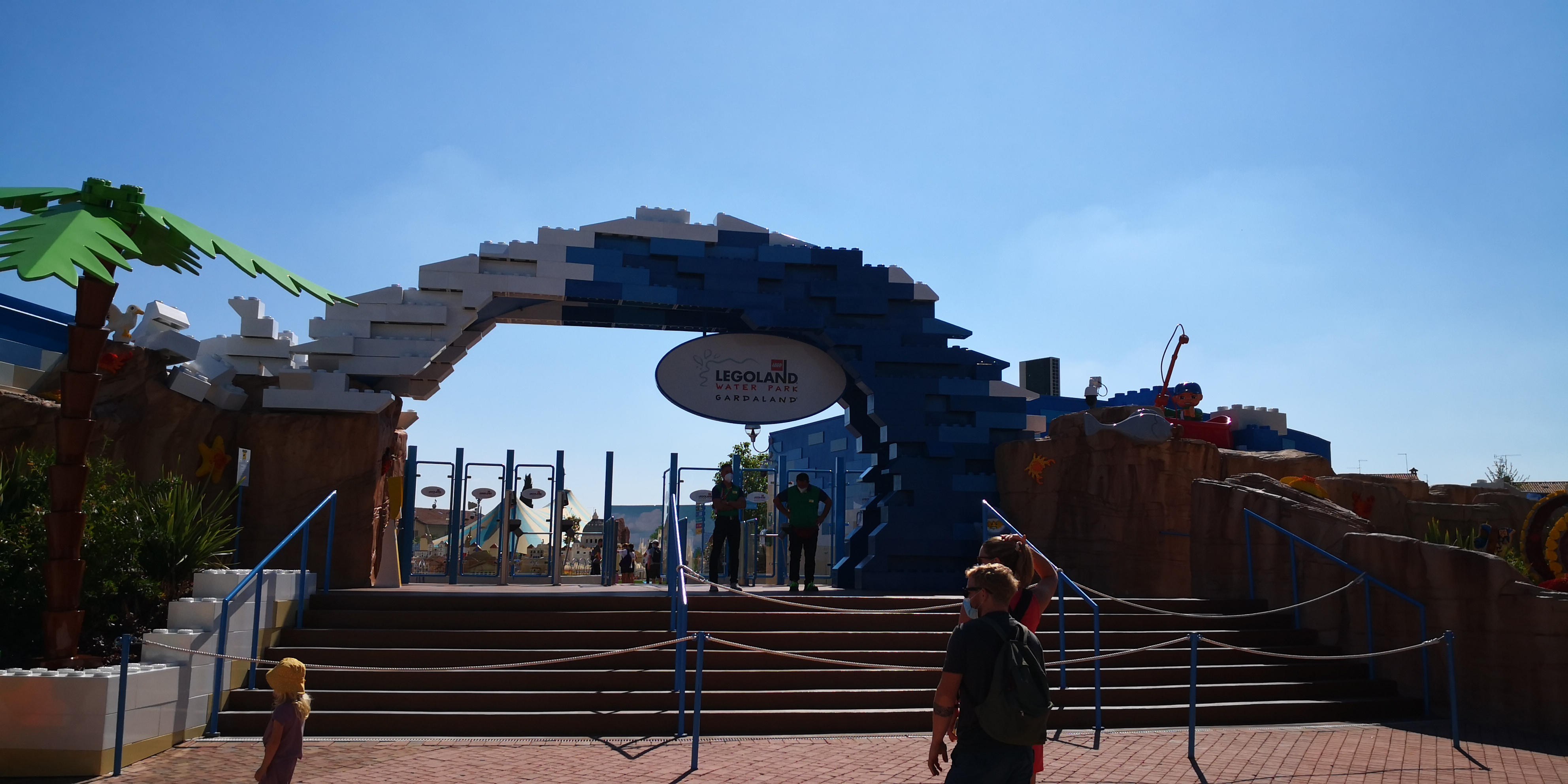
Ingresso del LEGOLAND Water Park Gardaland

Nel giorno dell’inaugurazione della stagione 2019, all’interno del parco dei cartelloni pubblicitari delimitanti l'area di un cantiere hanno annunciato l'apertura nel 2020 di un nuovo parco acquatico entro i confini dello stesso. Il luglio successivo il parco ha rivelato che sarà il primo LEGOLAND Water Park in Europa. L'inaugurazione di tale parco, tuttavia, è stata posticipata alla stagione 2021 in seguito alla pandemia di COVID-19.

## Mascotte
La mascotte principale del parco è il drago Prezzemolo, creato da Valerio Mazzoli nel 1984. La direzione del parco aveva proposto a Mazzoli di disegnare una farfalla, ma il designer, ispirato dal castello d'ingresso al parco, ritenne che un drago fosse più azzeccato.
Nei suoi primi anni di vita il personaggio era esteticamente molto simile al drago protagonista de Il drago riluttante della Disney. Il nome deriva dal fatto che, come il prezzemolo che "sta bene dappertutto", gli animatori in costume sono famosi per spuntare un po' dovunque all'interno dei parchi divertimenti. Inoltre, le orecchie del primo design di Prezzemolo richiamano le foglie dell'omonima pianta.
Prezzemolo venne mostrato al pubblico per la prima volta in una puntata di Superflash da Mike Bongiorno, per poi apparire in versione animata negli spot del parco e in sigle di programmi per bambini.
Nel 1993, a seguito di un concorso nazionale indetto dal parco, Prezzemolo viene ridisegnato dal fumettista vicentino Lorenzo De Pretto. Dal 1995 De Pretto, con l'aiuto di altri giovani autori, incomincia a redigere l'omonimo albo a fumetti che con frequenza incostante rimarrà edito fino all'acquisto del parco da parte della Merlin Entertainments nel 2006.
Dalle storie a fumetti sono nati gli amici di Prezzemolo: la principessa Aurora, il panda scienziato Bambù, il pipistrello Mously, il gabbiano Pagui e la tigre T-gey, perenne rivale di Prezzemolo. Questi personaggi sono poi stati integrati nel parco, prima nella mini-area Prezzemolo Baby Fun e poi dal 2001 a Fantasy Kingdom.
Nei primi anni 2000, Prezzemolo ha anche un cartone animato, due videogiochi (Prezzemolo in una giornata da incubo e Prezzemolo in un viaggio da sogno) e dei gelati prodotti dall'italiana Sammontana.
La voce ufficiale di Prezzemolo è stata del doppiatore Giuseppe Calvetti fino all'inizio del 2019, per poi essere sostituita dal doppiatore Jacopo Calatroni.

## Proprietà
Il parco è stato fondato da Livio Furini e il primo direttore è stato Giorgio Tauber. Gardaland S.p.A. era composta da imprenditori locali come Cesare Brentarolli, Flavio Zaninelli, Peter Lessing, Albino Olivieri e successivamente Cesare Peluchi, Angelo Giambenini e Fernando Perbellini.
Nel aprile del 2005 Aletti Merchant, merchant bank del gruppo Banco Popolare di Verona e Novara, e Investindustrial, la finanziaria di partecipazioni che fa capo alla famiglia Bonomi, hanno annunciato l’acquisizione del 90% del capitale di Gardalandhttps://eddyburg.it/archivio/gardaland-bonomi-e-aletti-conquistano-il-parco/
Nel novembre del 2006, a seguito di difficoltà amministrative, il 90% di Gardaland viene acquistato dalla multinazionale britannica Merlin Entertainments, lasciando alle famiglie fondatrici del parco solo il 10%. Merlin Entertainments, viene poi comprata nel 2019 per metà dalla società finanziaria Blackstone insieme al fondo pensione canadese CPPIB, e per l'altra metà dal fondo di investimento Kirkbi, che detiene il marchio LEGO per 6,6 miliardi di euro.
Sabrina De Carvalho è stata amministratrice delegata dal 2 maggio 2022 al 28 febbraio 2025, dopo aver diretto Heide Park, parco divertimenti tedesco del gruppo Merlin.
Dal 1º marzo 2025 la carica è stata assunta da Stefano Cigarini, che ad agosto 2025 ha lasciato l’incarico a tempo pieno di amministratore delegato; continuerà a fornire consulenza strategica alla società fino alla fine della stagione.

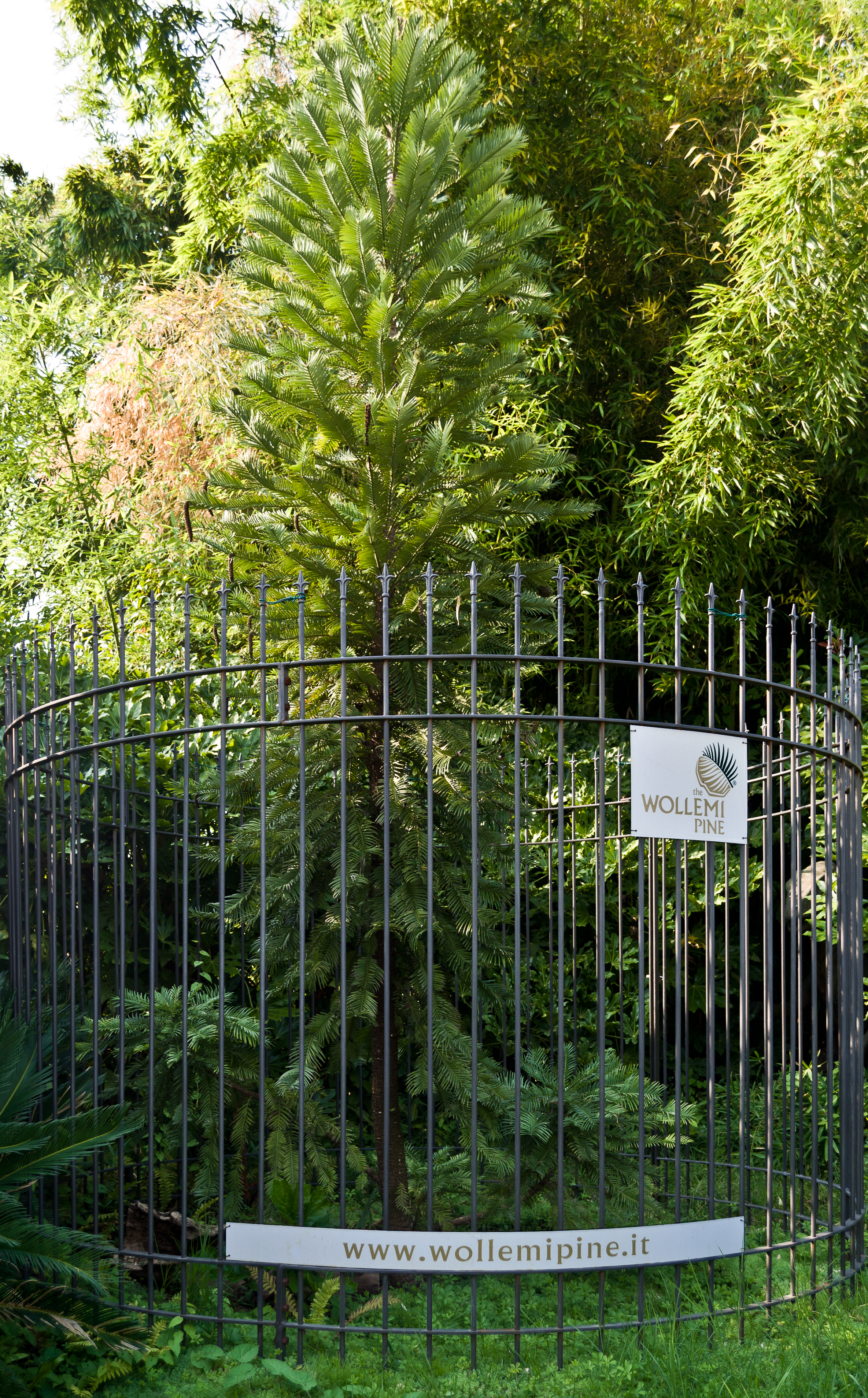
La Wollemia nobilis

## Flora
Gardaland è ricco di aree verdi con alberi, prati o siepi decorate all'italiana. Anche alcune attrazioni sono completamente immerse nel verde come Colorado Boat o Jungle Rapids. All'ingresso del Sea Life Aquarium è presente un esemplare di Wollemia nobilis, una delle più rare specie botaniche del pianeta, il cui numero non raggiunge le cento unità.

## Apparizioni del parco al cinema o in TV
Il parco realizza una serie di cartoni animati con protagonista Prezzemolo, la cui sigla è cantata da Cristina D'Avena.
Gardaland è stato anche lo sfondo delle sigle del programma Bim Bum Bam (cantate da Paolo Bonolis, Manuela Blanchard, il pupazzo Uan ed il Coro dei Piccoli Cantori di Milano: quest'ultimo coro non era presente in video, cantando comunque nel ritornello). Prezzemolo è anche apparso in una puntata di Superflash da Mike Bongiorno.
A Gardaland nel 1999, grazie a un accordo con il Ministero del Tesoro e l'Istituto Poligrafico e Zecca di Stato, furono presentate in anteprima mondiale le monete dell'allora inedito euro, sotto imponenti misure di sicurezza.
Nel 2005 il parco è stato usato come set per il film di Leonardo Pieraccioni Ti amo in tutte le lingue del mondo.
Il 13 aprile 2014 ha avuto luogo la prima edizione di Gardaland in Cosplay, organizzata da Think Comics, seguita da una seconda il 19 aprile 2015 e una terza il 17 aprile 2016. Durante l'edizione 2015 è stato raggiunto il record di "catena umana di cosplayer più lunga del mondo", una catena composta da 694 cosplayer e lunga 1 041 metri.
Nel 2023 l'attrazione Shaman viene utilizzata nel video della canzone Bellissimissima del cantante Alfa.

## Incidenti
- Il 4 luglio 1992 quattro cabine si staccarono dalla ruota panoramica, cadendo a terra e ferendo alcune persone a bordo oltre a diversi visitatori. Non vi furono vittime.[78][79]
- Due ragazzi, uno di 16 anni di Treviso e l'altro di 15 anni di nazionalità tedesca, morirono rispettivamente nel settembre del 1999[80] e nel maggio del 2001[81] dopo aver effettuato giri a bordo dell'inverted coaster Blue Tornado. In entrambi i casi si accertò che i ragazzi erano cardiopatici e che quindi non rispettavano i divieti posti all'ingresso dell'attrazione, che è preclusa a chi è affetto da simili patologie; Gardaland venne pertanto sollevato da qualsiasi responsabilità e l'attrazione non venne posta sotto sequestro.
- Il 29 luglio 2008 un dipendente stagionale del parco, Alessandro Fasoli, venne travolto e ucciso da un trenino della monorotaia mentre si trovava in un'area del parco recintata e chiusa al pubblico e al personale, presumibilmente per rimuovere dei rifiuti dal percorso del veicolo.[82]
- Il 26 dicembre 2016 una bambina di sei anni che si trovava con la madre su una tazza rotante, dopo essersi alzata in piedi, è stata sbalzata violentemente fuori della navicella, battendo il capo a terra. Immobile ma cosciente, la piccola è stata visitata dal medico della struttura e poi portata d’urgenza all’ospedale, dove è stata ricoverata in prognosi riservata.[83]

## Controversie

### Limiti all'accesso alle attrazioni per disabili
Il parco è stato al centro di alcune controversie riguardanti la sicurezza degli ospiti con «tipologie di disabilità comportamentale e intellettiva». In particolare, alcune associazioni di categoria hanno denunciato una discriminazione da parte del parco per le persone affette da sindrome di Down, a cui è proibito salire su determinate attrazioni. Il parco si difese nel 2011 dichiarando di rispettare i limiti imposti dalle aziende costruttrici delle attrazioni e di seguire quanto imposto dalla legge.
Qui sotto sono riassunte le denunce effettuate dalle associazioni:
- nell'ultimo fine settimana di settembre 2007 un gruppo di ragazzi con la sindrome di Down di Padova, intenzionati a salire anche sulle attrazioni più adrenaliniche, ricevettero al loro ingresso al parco la cosiddetta «mappa dei disabili» che riportava le attrazioni su cui sarebbero potuti salire. Secondo la mappa i ragazzi non sarebbero potuti salire sulle attrazioni più emozionanti poiché considerati «ospiti con problemi mentali e psichici». Questo episodio scatenò l'ira oltre degli stessi ragazzi anche dei molti centri di assistenza per ragazzi Down in Italia, che accusarono il parco di discriminazione nei loro confronti. In seguito, il direttore del parco Danilo Santi rispose alle numerose critiche affermando che la decisione di non fare salire su certe attrazioni i ragazzi disabili fu presa solo per tutelarli e per evitare seri pericoli;[86]
- il 29 dicembre 2009 venne negato a una bambina di 10 anni, Lucrezia, affetta da sindrome di Down, l'accesso all'attrazione Magic House. La madre, Cristina Cantoni, sporse denuncia l'11 ottobre 2010;[87]
- il 27 agosto 2010 venne negato l'accesso alla Monorotaia a una bambina Down di otto anni, sebbene avesse già fatto un giro appena un'ora prima sulla stessa attrazione. Il padre, Aldo Aceto, giudice penale e del lavoro al tribunale di Larino, chiese di parlare con i responsabili della struttura privata. Aceto negò inoltre di aver ricevuto all'ingresso la brochure di colore verde elencante le attrazioni accessibili ai disabili, e da essa constatò poi che la bambina poteva salire sull'attrazione;[88]
- il giorno seguente si verificò un caso analogo con una donna di 36 anni, affetta dalla stessa sindrome, a cui venne negato l'accesso ai trenini. I responsabili del parco replicarono dichiarando che la Monorotaia è un trenino sopraelevato che viaggia a cinque metri d'altezza, e per questo la sua fruizione non è consentita a tutti;[89]

- il 6 settembre 2011 un ragazzo affetto della sindrome di Down, Luca, era al parco con la famiglia e gli venne negato l'accesso alle attrazioni Ikarus e Monorotaia. La madre, Rita, sporse denuncia verso la direzione affermando che, nell'opuscolo per i disabili, risultassero le due attrazioni usufruibili al ragazzo che, all'età di 16 anni, sempre secondo la madre, aveva già fatto regolarmente. Il parco rispose che le restrizioni di accesso per i disabili sono applicate per garantire la sicurezza al pubblico. Tuttavia, secondo l'ONLUS CoorDown, il parco divertimenti di Castelnuovo avrebbe comunque violato la convenzione ONU sui diritti delle persone disabili e la normativa anti-discriminazione.[90]
- Il 31 ottobre 2022 l’influencer Nina Rima, disabile in quanto priva di una gamba, amputatale dopo un incidente in scooter, si è vista negare il saltafila in quanto "non abbastanza disabile". Secondo quanto riportato dalla giovane, all'ingresso un'addetta, dopo averle chiesto di mostrare l'arto arificiale e le certificazioni di disabilità, le avrebbe negato l'uso del Gardaland Express per accorciare i tempi di attesa nelle code delle attrazioni, in quanto secondo le politiche del parco "non abbastanza disabile per richiederne l'uso gratuito". Il caso è stato seguito anche da Striscia la Notizia e diverse testate giornalistiche. La direzione di Gardaland ha smentito il fatto, dichiarando che "l'ospite era gia in possesso di un Gardaland Express in quanto accompagnatore di un ospite ipovedente". [91][92]

Il 25 febbraio 2022 è stato annunciato che la Guardia di Finanza aveva aperto un'indagine per un presunto giro di fatture false e corruzione tra privati nel parco, iscrivendo nel registro degli indagati il direttore generale Danilo Santi e il direttore tecnico Francesco Alessandro Giannotta. Lo stesso giorno il quotidiano Il Gazzettino ha pubblicato un articolo in cui è evidenziato, tra l'altro, come il direttore tecnico del parco, in carica dal 2008, utilizzasse l'indirizzo e-mail aziendale per annunci di permute.